# Thomas Mein
Thomas Mein, né le 12 janvier 1999 à Gateshead, est un coureur cycliste britannique. Il participe à des compétitions de cyclo-cross, de VTT et de cyclisme sur route.

## Biographie
Lors de la saison de cyclo-cross 2020-2021, il remporte la première manche de la Coupe du monde espoirs (moins de 23 ans) à Tábor. Il s'agit de la seule manche disputée en raison de la pandémie de Covid-19, ce qui lui permet de gagner également le général. Lors de cette saison, il est également vice-champion d'Europe de cyclo-cross espoirs derrière le Néerlandais Ryan Kamp.
En 2022, il devient champion de Grande-Bretagne de cyclo-cross. L'année suivante, il est vice-champion du monde de cyclo-cross en relais mixte.

## Palmarès en cyclo-cross
- 2016-2017

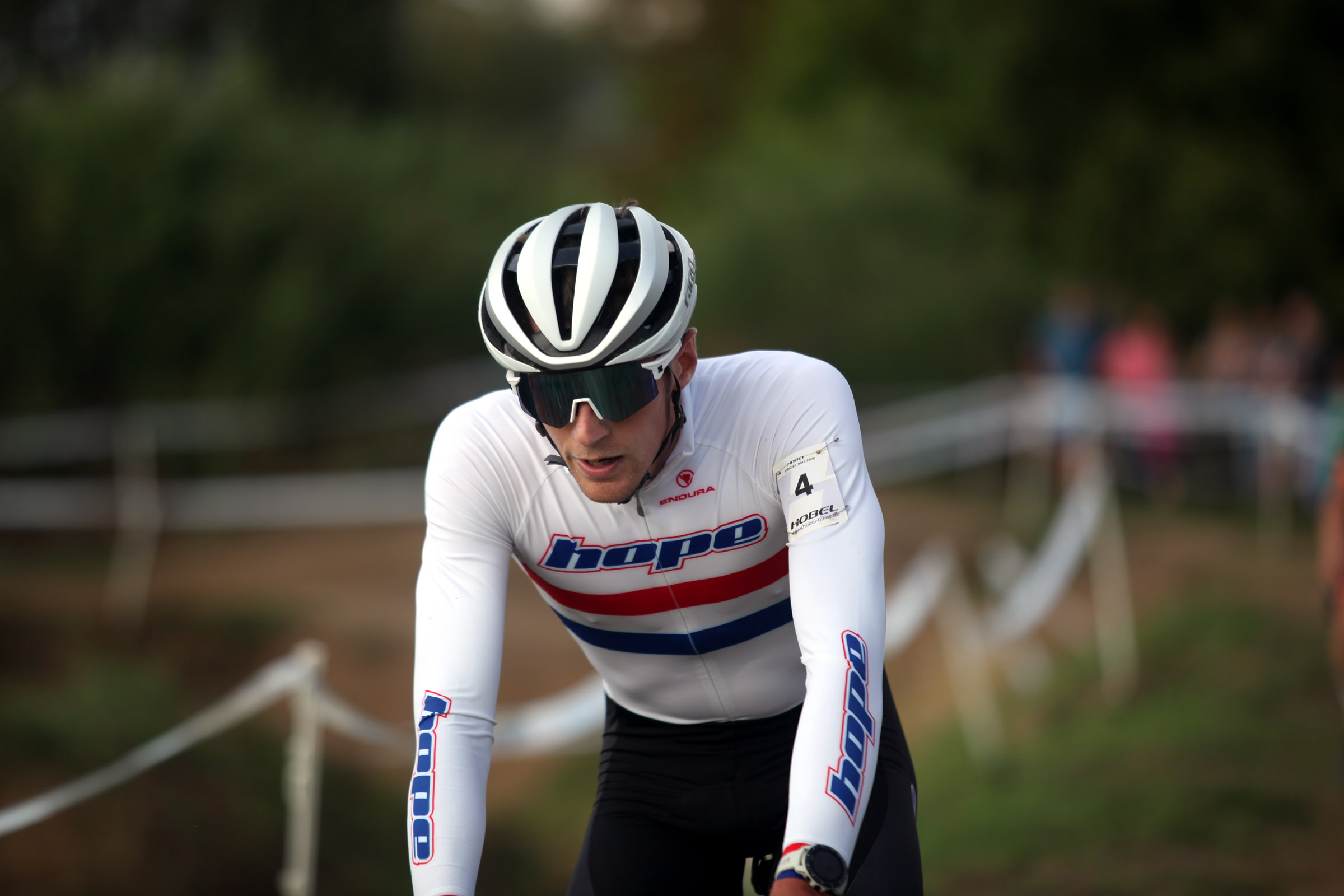
Thomas Mein en 2022.

  - Trophée des AP Assurances juniors #2, Koppenbergcross
- 2018-2019
  - 3e du championnat de Grande-Bretagne de cyclo-cross
  - 5e du championnat d'Europe de cyclo-cross espoirs
  - 9e du championnat du monde de cyclo-cross espoirs
  - 10e du Superprestige espoirs
- 2019-2020
  - Coupe du monde de cyclo-cross espoirs #2, Tábor
  - National Trophy Series #1, Derby
  - 5e de la Coupe du monde de cyclo-cross espoirs
  - 9e du championnat d'Europe de cyclo-cross espoirs
- 2020-2021
  - Classement général de la Coupe du monde de cyclo-cross espoirs
    - Coupe du monde de cyclo-cross espoirs #1, Tábor

  -  Médaillé d'argent du championnat d'Europe de cyclo-cross espoirs
- 2021-2022
  -  Champion de Grande-Bretagne de cyclo-cross
  - National Trophy Series #6, Skipton
- 2022-2023
  - National Trophy Series #3, South Shields
  - National Trophy Series #6, Gravesend
  -  Médaillé d'argent du championnat du monde de cyclo-cross en relais mixte
  - 3e du championnat de Grande-Bretagne de cyclo-cross
- 2023-2024
  - Hope Supercross #1, Houghton-le-Spring
  - Hope Supercross #2, Bradford
  - Hope Supercross #3, Barnoldswick
  - Classement général du National Trophy Series
    - National Trophy Series #1, South Shields
    - National Trophy Series #3, Derby
    - National Trophy Series #4, Paignton
    - National Trophy Series #6, Bradford

  - 2e du championnat de Grande-Bretagne de cyclo-cross
- 2024-2025
  -  Champion du monde de cyclo-cross en relais mixte
  - Hope Supercross #1, Bradford
  - Hope Supercross #2, Bradford
  - Hope Supercross #3, Bradford
  - Classement général du National Trophy Series
    - National Trophy Series #1, Derby
    - National Trophy Series #2, South Shields
    - National Trophy Series #3, Paignton

  - Rivabellacross, Ouistreham

## Palmarès en VTT

### Championnats de Grande-Bretagne
- 2022
  - 2e du cross-country
  - 2e du cross-country marathon

## Palmarès sur route

### Par année
- 2024
  - Mosselkoers
  - Gran Premio Industria del Cuoio e delle Pelli
  - Giro del Valdarno
  - 2e de la Medaglia d'Oro Fiera di Sommacampagna
- 2025
  - Puivelde Koerse
  - 2e étape de la Flèche du Sud
  - 2e de la Flèche du Sud
  - 3e de la Mosselkoers

### Classements mondiaux
| Année                                 | 2021  |
| ------------------------------------- | ----- |
| Classement mondial                    | 2339e |
| UCI Europe Tour                       | 1561e |
|                                       |       |
| Légende : nc = non classéSource : UCI |       |